# Torta pinza
La torta pinza o putàna (in lingua veneta pinsa) è un tipico dolce del Veneto, del Friuli e di alcune vallate del Trentino. Con il nome "pinza" si indicano però anche dolci del tutto differenti, come la pinza bolognese o quella triestina.

## Descrizione
La ricetta varia da località a località, ma se ne possono delineare le caratteristiche generali. Gli ingredienti sono semplici, tipici della tradizione contadina, comunque oggi molto più ricchi che in passato: vengono impastati insieme farina bianca, farina gialla, lievito, zucchero e latte, con l'aggiunta di pinoli, fichi secchi, uva passa, semi di finocchio e grappa. Viene abbinato a del vino rosso, in particolare fragolino o vin brulé.
Il dolce (che può raggiungere il metro di diametro) è solitamente consumato durante le feste natalizie e specialmente in occasione dell'Epifania e dei falò di inizio anno (le pìroe-paroe o panaìni, panevìni, pignarûl, vècie, casere) e magari cotto tramite gli stessi.
L'etimologia della parola è probabilmente la stessa di "pizza".